# Vedermödans naturreservat
Vedermödans naturreservat är ett naturreservat i Vetlanda kommun i Jönköpings län.
Området är naturskyddat sedan 2025 och är 28 hektar stort och ligger norr om Kvillsfors. Reservatet består av vattendrag, rikkärr, myrområde och kalkblandskog.